# Kerékpáros fékrendszerek
A kerékpáros fékrendszerekre a biztonságos kerékpározás végett van szükség. Ezekből ma már többféle létezik. A technika fejlődésével sorra jelentek meg a nagyobb fékhatású és precízebben működő fékrendszerek, mindenféle kerékpáros irányzatban.

## Az egy-forgáspontos középhúzós féktest

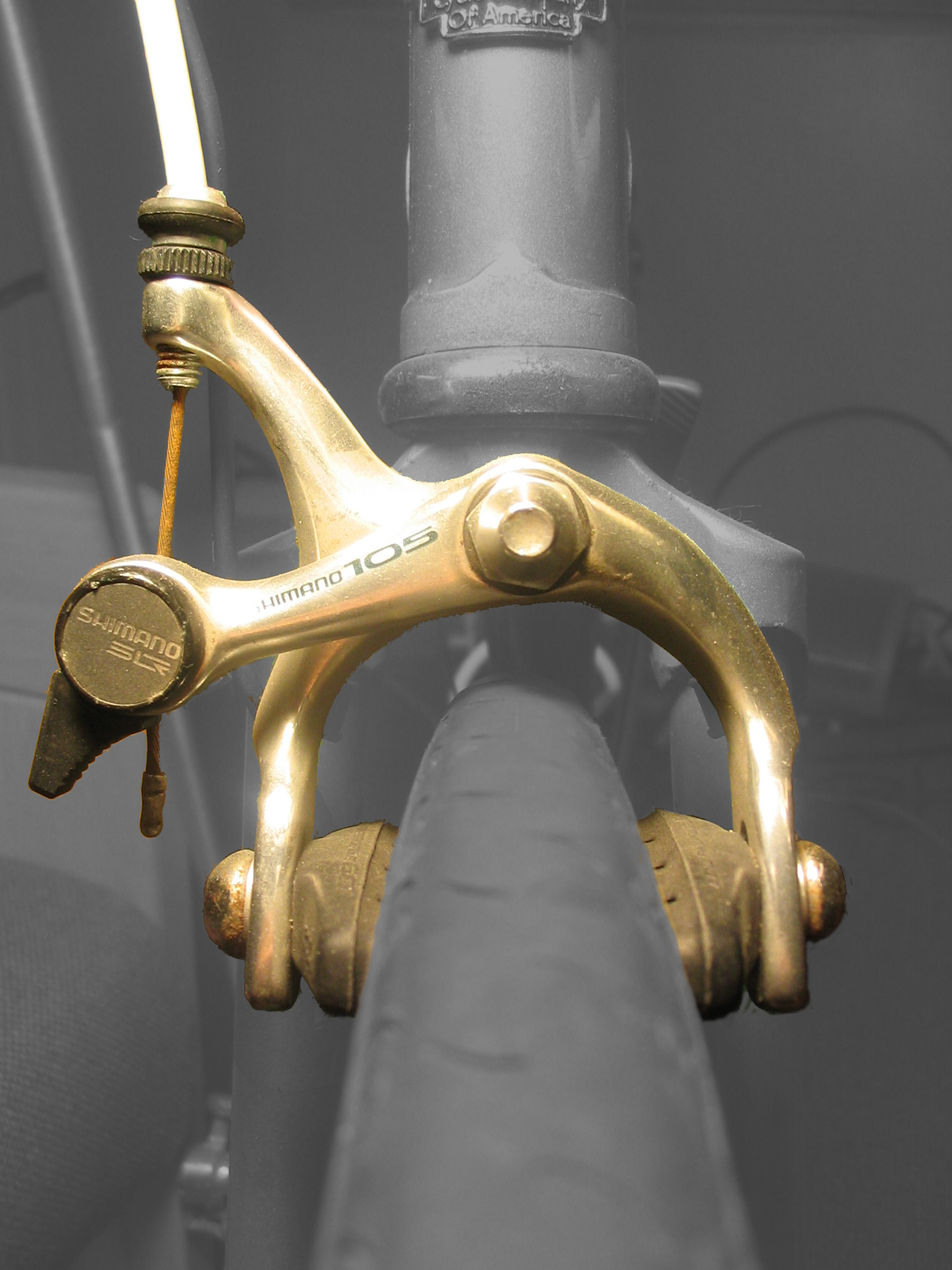
Egy-forgáspontú oldalhúzós fék

Az 1950-es évektől létezik a mai modern fékek egyik végleges elődje, az egy-forgáspontos középhúzós féktest. Ennek karjai a maiakkal ellentétben még nem a villára voltak szerelve, hanem a támvillák merevítő hídjára. A forgáspontja az abroncs szintje felett volt. Ezeket csak országúti, vagy túrázó típusú kerékpárokon lehet megtalálni és azok közül is inkább a régieken. Ezek a fékrendszerek nem bírnak nagy fékhatással, inkább csak lassító eszközök.
A villára rögzített forgáspontú fékeket az MTB forradalomkor kezdték fejleszteni, és alakult ki a mai V-fék. A hagyományos egy-forgáspontú fékeket az 1980-as évek közepétől csak országúti kerékpárokon használták, majd ezeket két-forgáspontúvá fejlesztették.

## Az egy-forgáspontú, oldalhúzós fék
Az egy-forgáspontú, oldalhúzós fék 4:1 húzási aránnyal működik, ami azt jelenti, hogy 40milliméter fékkar mozdulat 10milliméter bowdent húz, amik a fékpofákat 5-5milliméterrel mozdítják oldalanként. Ennél a féknél a fékgumi mindig merőleges a felnire. A fék hátránya, hogy körülményes a középpontban való tartása, nehéz beállítani, érzékeny a koszra és a fékereje sem a lehető legjobb.

## A két-forgáspontú oldalhúzós fék

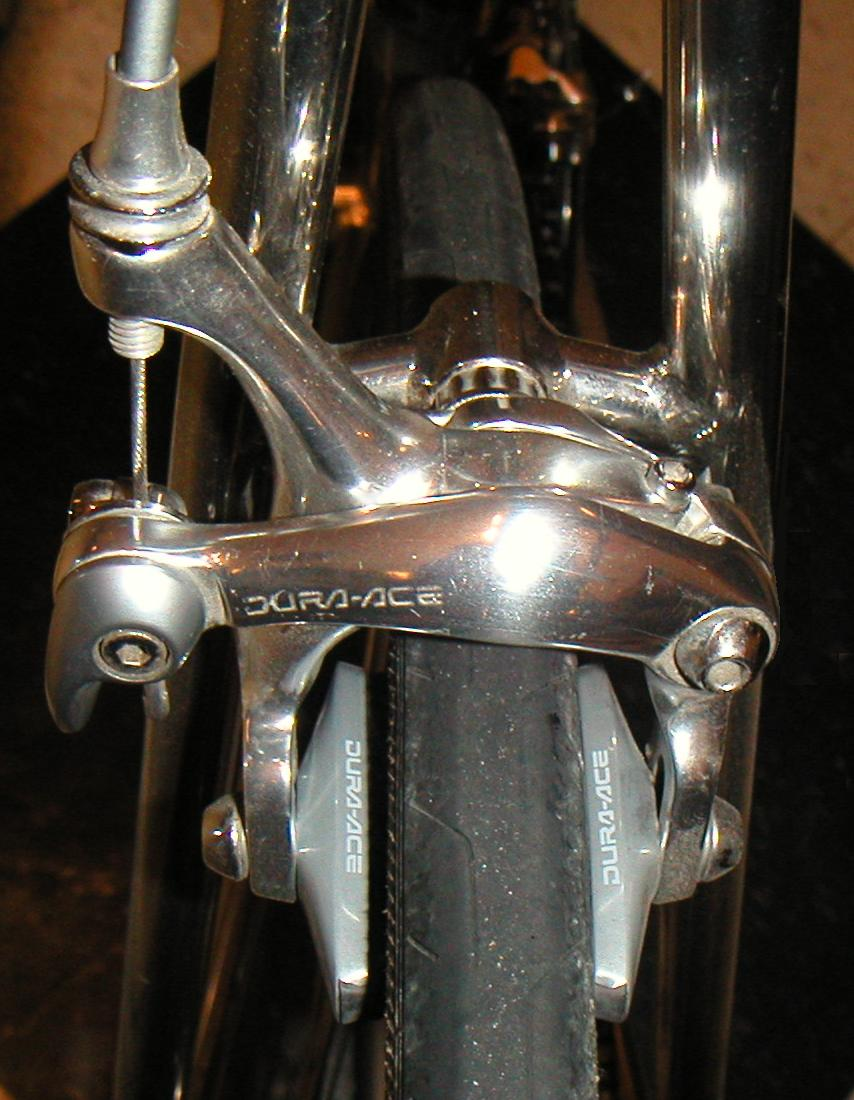
Két-forgáspontú, oldalhúzós fék

Az egy-forgáspontú oldalhúzós féknek a továbbfejlesztett változata a két-forgáspontú oldalhúzós fék, amit az 1990-es években fejlesztettek ki. Egy másik forgáspontot iktattak be, amivel tudják biztosítani a pontos végállásokat. Ezzel a megoldással tudták orvosolni a féktest központba állításának hiányosságát. Emiatt a fékpofákat közelebb lehetett rakni a felnihez, azaz ugyanakkora húzásra kevesebbet mozdított a fékpofán viszont könnyebbé vált a fékkar. Ehhez azonban tökéletesen centírozott kerekek kellettek, illetve kiderült, hogy a nem túl merev országúti vázak miatt a fék erőteljes tekerés közben beleérhet a felnibe. A mai országúti fékek is ezen az elven működnek, némi kisebb fejlesztésekkel (anyagminőség, súlycsökkentés), illetve a mostani fitness kerékpárokra is ilyeneket szerelnek. Ezeknek a féktesteknek szinte egyetlen hátrányuk az lehet, hogy a kerék és a váznál nagyon kevés hely marad, így semmilyen kiegészítőt nem lehet oda felszerelni (például: sárvédő, csomagtartó).

## Cantilever fék

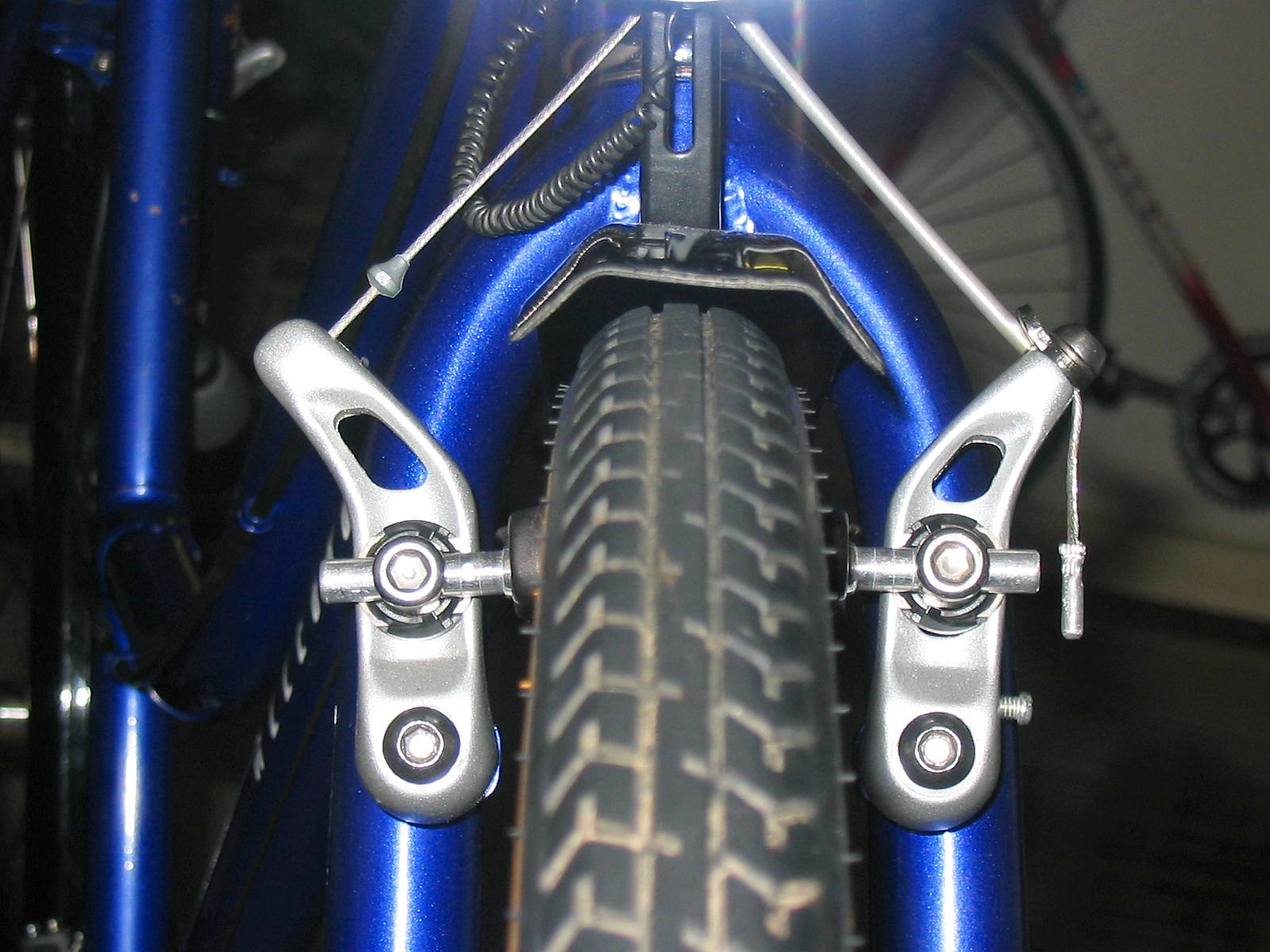
„Hagyományos” Cantilever fék

A „cantilever” egykarú emelőt jelent, ezért működési elve alapján ebbe a csoportba tartozna minden egykarú emelő szerkezetű fék, (a „hagyományos” cantilever fékek mellett a V-fékek is). A köznyelvben azonban „canti féken” már csak a „hagyományos” cantilever fékeket értjük.   
Villára rögzített forgáspontú, középhúzós fékek a cantilever fékek 1995-ig lassították az MTB-ket. A nagyobb gumi-villa távolság érdekében fejlesztették ki, és merevebbek is mint az oldalhúzós fékek. Változtatható a húzási áttétele, átlagosan 2:1 arányú. Az 1990-es évek közepétől a V-fékek kezdték átvenni a helyét a legtöbb kerékpártípuson. Bizonyos kerékpáros szakágak (ciklokrossz) azonban még ma is használják a ciklokrossz versenyzők, mert több helyet hagy az abroncs körül szabadon, így a sár kevésbé szorul bele a hagyományos országúti fékekhez képest, és a canti féket az országúti fékkarok is képesek működtetni azonos, illetve állítható húzási arányuk miatt.  Mióta 2010-től a ciklokrossz versenykerékpárokon is engedélyezték a tárcsafék használatát, használata ott is visszaszorult, bár egyes versenyzők kis súlya miatt továbbra is canti féket használnak. Hátrányaként említhető, hogy a fékkarok köríven történő mozgása miatt a fékpofa a kopása nem egyenletes hanem képes akár a fékező felület alá kopni.

## V-fék

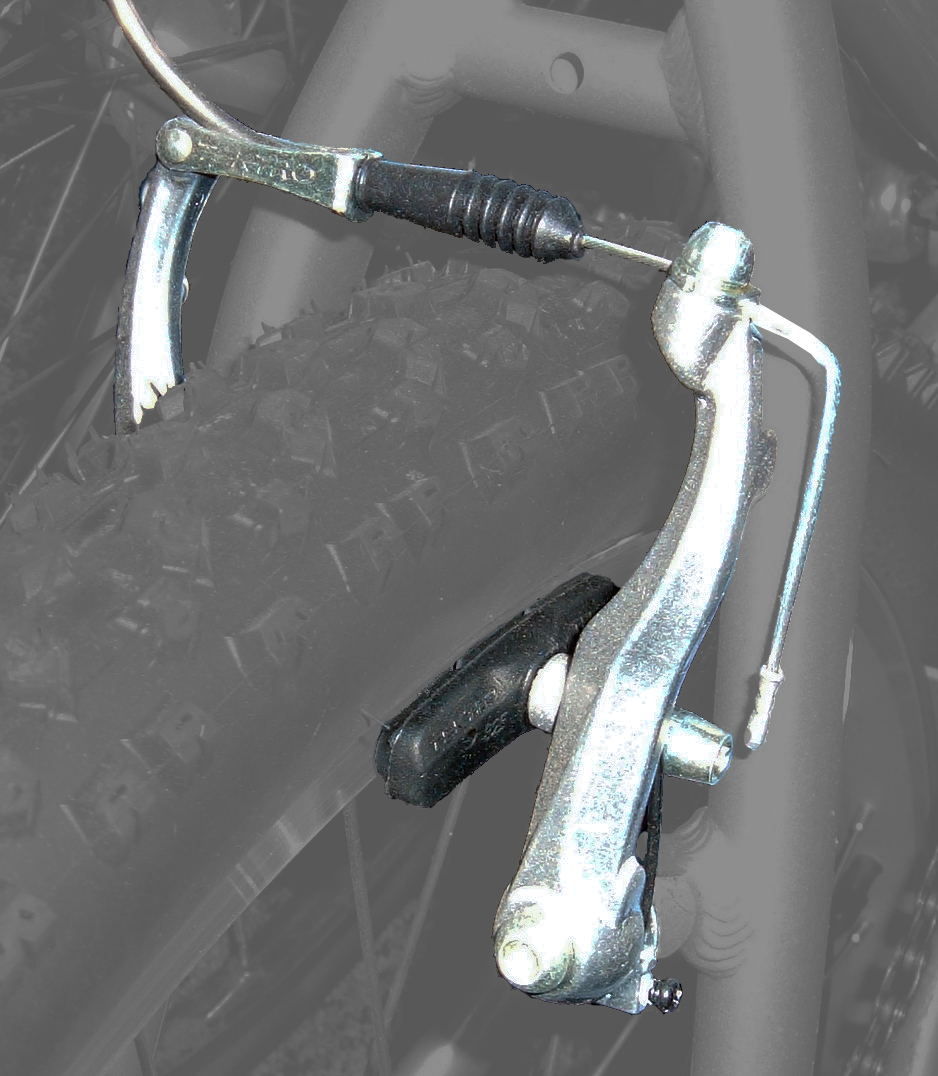
V-fék

Az 1990-es évek közepétől kezdtek elterjedni a villára rögzített forgáspontú, lineárisan húzó fékek, a V-Fékek. Ez a legelterjedtebb fékrendszer típus a mai kerékpárokon. Széles körben használják hegyi, városi, trekking és gyerek kerékpárokon. Itt 100-120 mm-es, függőleges fémkarokat közelítünk egymás felé a fékkarral mozgatott bowden segítségével. A széles gumi villa távolság itt is megmaradt, a bowden a canti fékeknél megszokott középső felhúzás helyett egy íves pipacső segítségével vízszintesen (lineárisan) húzza össze a féktesteket (a fékpofákat tartó hosszúkás karokat), és éri el a fékpofák összeszorítását. A canti fékekhez képest a féktestek hosszabbakká váltak. Ezáltal a bowden nagyobb erőkar mellett húzza a fékpofákat. Cserébe hosszabb bowdenhúzás kell ugyanannyi fékpofa elmozduláshoz. Ennek kompenzálására a fékkaroknál változtatni kellett mechanikai áttételen. Míg a canti fék esetében 2:1 körül volt a fékkar-bowden húzási arány, a V-féknél ezt 5:1 körülire növelték a fékkar tengelytávolságának megnövelésével. A húzás energiájának hasznosulását csökkenti viszont valamelyest a canti fékeknél nem szükséges ívesen hajlított bowden-pipában fellépő plusz súrlódás. Összességében az eredmény nagyobb fékhatás és könnyedebb karmozgás lett, amit jó minőségű bowdenekkel és bowdenházakkal még tovább lehet fokozni. Valamelyest sikerült mérsékelni az „alákopás” problémáját, illetve a magasabb kategóriában bevezetett paralelogrammás mozgási elven működő V-fék modellek ezt teljesen kizárják.  

## Tárcsafék

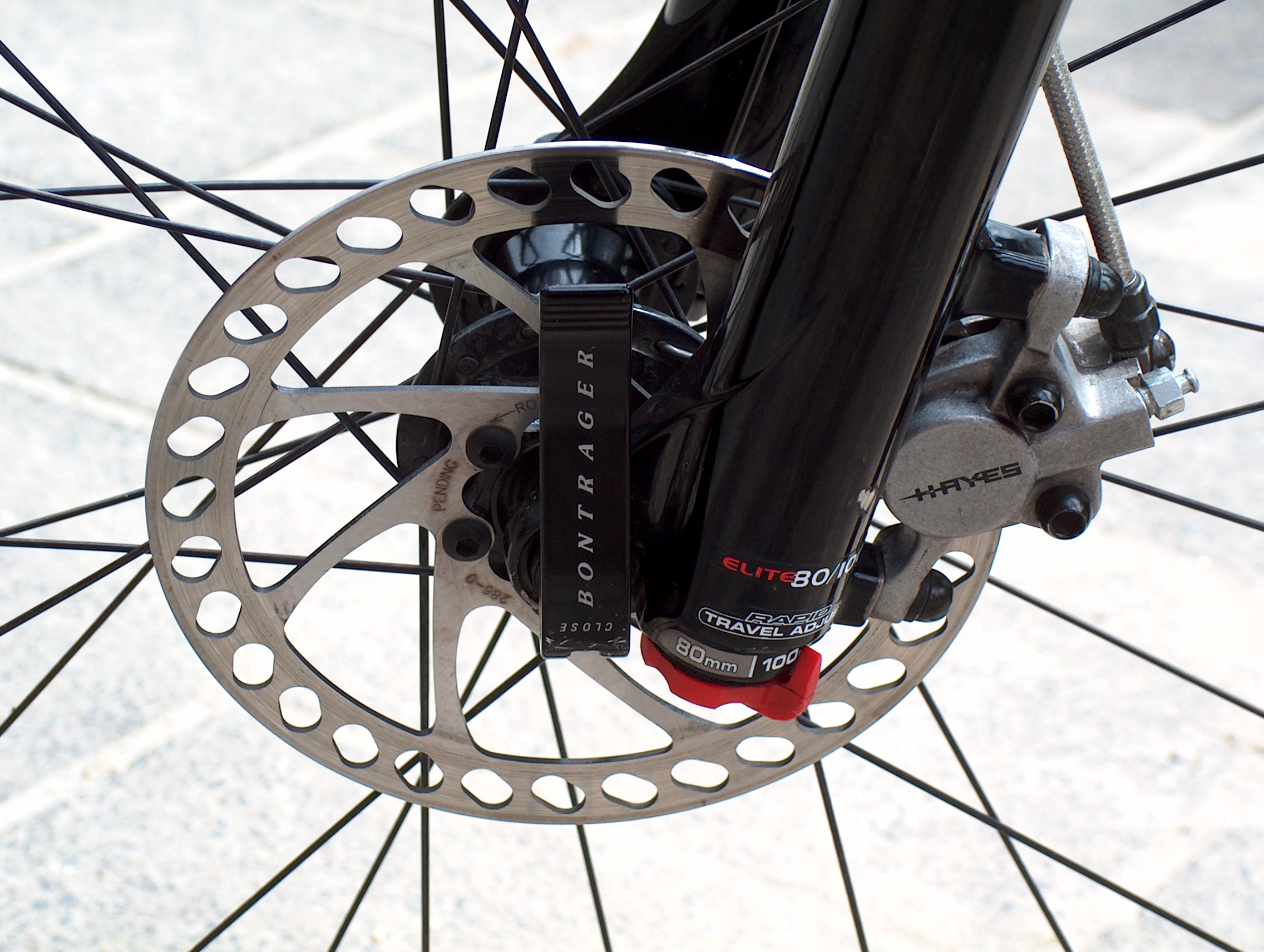
Tárcsafék kerékpáron

Ma egyre inkább terjedőben levő féktípus a tárcsafék. A tárcsafékek nagy előnye a felnifékekkel szemben, hogy a felni állapotától független a fékhatás. Az időjárási viszontagságokkal szemben is ellenállóbbak, szélsőséges körülmények közt is jó teljesítményt nyújtanak. A fékhatáson a különböző anyagú betétek használatával lehet még javítani (fém alapú, műgyanta alapú fékbetét). A fékhatásuk akkor romolhat, hogyha a tárcsa sérülést szenved, vagy ha szennyeződés (kenőanyag) kerül a tárcsára, és a betétekre. Tárcsafék használatához más típusú kerékagyakra van szükség, amikre fel lehet szerelni a tárcsát. Tárcsarögzítésből ma már két szabvány létezik, a régebbi hat csavaros, és az újabb centerlock felfogatás. A féktest felfogatásának is két szabványa van, a Post Mount és az IS. Itt kell figyelni a különböző adapterekre amelyek függenek a tárcsa mérettől is. A tárcsaméret 140-203mm-ig változhat. Két nagy csoportra oszthatjuk a mai tárcsa fékeket a működésük szempontjából. Vannak mechanikusak (bowdennel működők) és hidraulikusak (zárt olajjal működő rendszer).

### A hidraulikus tárcsafékek
A hidraulikus tárcsafékek egy komplett (féktest+fékkar+fékvezeték) rendszerből állnak, amelyet nem lehet felcserélni, különböző típusok, vagy márkák között. A fékkarban lévő dugattyú pumpálja az olajat a keréknél lévő féktesthez, ahol kettő, négy, vagy akár hat dugattyú nyomja a fékbetéteket a tárcsának mindkét oldalához. A zárt rendszernek komoly előnye a bowdenes fékekkel szemben, hogy nem szennyeződik. Viszont, ha sérül akkor bonyolultabb a szervizelése.

### A mechanikus tárcsafék
A mechanikus tárcsafék rendszerek V-fék karral kompatibilisek. A bowden húzásával működtetünk a féktest külső oldalán egy csigás munkahengert, ami mozgatja a fékbetétet. A féktest belső oldalán lévő fékpofa nem mozog a kar húzásakor, azt fix beállítással állítjuk a tárcsától. Mint minden bowdennel működő fékrendszer itt is fontos a jó minőségű és állapotú bowdenek és bowdenházak használata.

### A hidraulikus tárcsafékek előnyei a mechanikusakkal szemben
A hidraulikus tárcsafékek előnyei a mechanikusakkal szemben: 
- Működésük nagyon precíz, és típustól függően jól személyre szabható (nyomáspont és kar távolság állítás).
- Sokkal nagyobb fékerővel bírnak, ami jobban adagolható, ez főként ballonos, terepmintás kerekeknél lehet fontos.
- Szinte mindegyik fékkarja egy ujjal működtethető.
- Hamarabb visszahűlnek mint a bowdenes tárcsafékek, ami tartós és erős fékezésnél fontos. Ugyanis túlmelegedés esetén romlik a fékhatás.
- Nincs probléma a bowdenezéssel, és a koszolódással.

### Mechanikus tárcsafékek előnyei
- Olcsóbbak.
- Vásárlása esetén a V-fék kar jó a működtetéséhez.
- Szervizelése, és a pótalkatrészek is olcsóbbak és jobban beszerezhetőek.
- Városi, komfort kerékpárokra tökéletes választás lehet, hiszen felni független.

## Kontrafék
Hátsó kontrafék amit leginkább gyerek bicikliken, vagy régi egyszerű kerékpárokon lehet megtalálni. Időjárás független fékerő, gyerekek is könnyen tudják használni. Sajnos a fékereje nem túl nagy és egy hosszú fékezés besütheti, kerék kiszerelése bonyolultabb.

## Dobfék
Dobfék  bowdennel működtetett mechanika ami  az agytesten belül a fékpofákat a fékdobnak nyomja. Fékhatása nem túl jó, és a javítása bonyolult, valamint a defektjavítást is megnehezíti.